# Bellevalia speciosa
Bellevalia speciosa är en sparrisväxtart som beskrevs av Jurij Nikolajevitj Voronov och Aleksandr Alfonsovitj Grossgejm. Bellevalia speciosa ingår i släktet Bellevalia och familjen sparrisväxter. Inga underarter finns listade i Catalogue of Life.